# Макрорегіональна стратегія Європейського Союзу
Макрорегіональна стратегія Європейського Союзу — політична основа, що дозволяє країнам одного регіону спільно виявляти та вирішувати проблеми, або ефективніше використовувати наявний у них спільний потенціал (прикладом, у сфері екології, судноплавства, світової конкуренції тощо). Як результат, країни отримують переваги від посилення співпраці, що робить їхню політику більш ефективною, ніж при самостійному вирішенні. Макрорегіональна стратегія ЄС може отримувати підтримку фондів ЄС, включаючи Європейські Структурні та Інвестиційні фонди.

## Концепція
Ініціаторами макрорегіональних стратегій ЄС є зацікавлені країни-члени ЄС (іноді — країни не члени ЄС), які розташовані у географічній зоні, що розташована у регіоні. Розробкою та ухваленням стратегій займається Європейська комісія. Стратегії є міжурядовими ініціативами. Їх реалізація значною мірою залежить від зобов'язань та доброї волі країн-учасниць.
Стратегії не передбачають створення нових фондів ЄС, законодавства чи формальних структур. Вони ґрунтуються на координації та взаємодії — переважне оптимальне використання наявних фінансових джерел (ЄС, національні, регіональні, приватні тощо), точніше впровадження чинного законодавства та ефективне використання існуючих установ всіх рівнів.
Макрорегіональні стратегії ЄС націлені на вирішення проблем та використання можливостей, характерних для певних географічних регіонів, та є локальними, аби представляти безпосередній інтерес для всього ЄС, але й доволі складними для ефективного вирішення на національному рівні.

## Регіональні стратегії
На сьогоднішній день прийнято чотири макрорегіональні стратегії ЄС, які стосуються 19 країн-членів ЄС та 8 країн, які не є членами ЄС.
- 2009 — Стратегія ЄС щодо Балтійського регіону;
- 2010 — Стратегія ЄС щодо Дунайського регіону — Дунайська стратегія[3];
- 2014 — Стратегія ЄС щодо Адріатико–Іонічного регіону;
- 2015 — Стратегія ЄС щодо Альпійського регіону.

Усі прийняті макрорегіональні стратегії супроводжуються планом дій, який регулярно оновлюється із урахуванням нових потреб та контекстуальних змін.

## Учасники
Макрорегіональні стратегії можуть відрізнятися механізмами управління, враховуючи регіональні особливості.
Рівень ЄС
Провідна роль у стратегічній координації на ключових етапах впровадження стратегії — за Єврокомісією. Для розгляду загального підходу до всіх макрорегіональних стратегій ЄС скликається високорівнева група макрорегіональних стратегій ЄС із представниками усіх 28 країн-членів ЄС та країн, які не входять до ЄС.
Національний/регіональний рівень
Загальною координацією та підтримкою реалізації стратегії у своїй країні займаються Національні координатори у кожній країні-учасниці.
Тематичний рівень
Тематичні напрямки очолюють координатори тематичних областей (координатори стратегічних або пріоритетних сфер, горизонтальних дій, фундаментальних принципів чи заходів), які представляють інтереси макрорегіону. Їх головна роль — у сприянні створення спільних проектів, які допомагатимуть досягненню цілей стратегії.

## Пріоритетні напрями
- Покращення мобільність та інтермодальності внутрішніх водних шляхів, залізниць, доріг та екології
- Впровадження більш стійкої енергетики
- Сприяння розвитку культури, туризму, взаємному контакту між людьми[4]